# Musée de la Seconde Guerre mondiale de Gdańsk
Le musée de la Seconde Guerre mondiale de Gdańsk est une institution culturelle de l’État polonais en projet depuis 2008, et dont l'ouverture au public s'est déroulé en 2017. Les orientations initiales et l'équipe du projet sont cependant remises en cause par le pouvoir polonais.

## Buts et activités
Ce musée vise à diffuser les connaissances sur la Seconde Guerre mondiale et à alimenter la mémoire de ses victimes et des héros. Il est prévu qu'il soit tout à la fois un lieu d'exposition, d'éducation et de recherche,.

## Historique
Le projet de musée est lancé en 2007, par le Premier ministre polonais, libéral, Donald Tusk. Le choix d'une implantation à Gdańsk est symbolique. Le premier coup de canon de la Seconde Guerre mondiale a été tiré ici, le 1er septembre 1939. Une fois signé le pacte germano-soviétique, le cuirassé SMS Schleswig-Holstein, de la Kriegsmarine, a attaqué la garnison de Gdansk sur la presqu’île de Westerplatte, situé à deux pas du musée.
Donald Tusk nomme directeur du musée le professeur Paul Machcewicz, un historien de l'université de Varsovie, avec comme adjoint Janusz Marszalec. Le concept du musée est présenté dans un forum public le 6 octobre 2008, et le nom de l’institution, musée de la Seconde Guerre mondiale de Gdańsk, est fixé le 26 novembre 2008. Mais le 15 avril 2016, le ministre de la Culture et du Patrimoine national annonce son intention de fusionner ce musée de la Seconde Guerre mondiale avec un musée Westerplatte 1939 qui est en cours d’élaboration. Cette fusion permet de changer la direction sans attendre l’expiration du mandat de Paul Machcewicz.
À fin 2016, le tribunal administratif régional de Gdansk conteste la décision du ministre de la Culture combinées et ordonne l'arrêt du projet de fusion. Cette décision du tribunal est considérée par le ministère de la Culture comme illégale. Le 24 janvier 2017, la Cour administrative suprême annule la décision du tribunal administratif régional, permettant la fusion envisagée dès le 1er février, ainsi que le licenciement du directeur et le report de l’ouverture au public sine die,,.

## Description du bâtiment
Une agence de Gdansk, celle de l’architecte Jacek Droszcz, a imaginé une structure de verre et de briques rouges qui vient se fondre dans le paysage de la vieille ville. La façade angulaire du musée se dresse dans une partie du centre historique de Gdansk rasée lors du conflit ,. Les couleurs se mêlent harmonieusement avec les couleurs de cité. Dynamique, le bâtiment s'élève symboliquement du sol, vers la lumière, comme une sculpture, placée symboliquement dans la géométrie du chantier naval, proche,.